# Ovídio Antônio Dutra
Ovídio Antônio Dutra (Desterro, 1838 — Desterro, 10 de fevereiro de 1877) foi um político brasileiro.
Filho de Marcelino Antônio Dutra e de Florinda Antônia Dutra.
Foi deputado à Assembléia Legislativa Provincial de Santa Catarina na 18ª legislatura (1870 — 1871).